# Alliierte
Das Wort Alliierte stammt aus dem Französischen und bedeutet Verbündete, die ein Bündnis (eine Allianz) geschlossen haben, zumeist in einem Krieg. Dabei muss es sich nicht um einen formellen Vertrag handeln, ein koordinierter Kampf gegen einen gemeinsamen Gegner reicht aus.

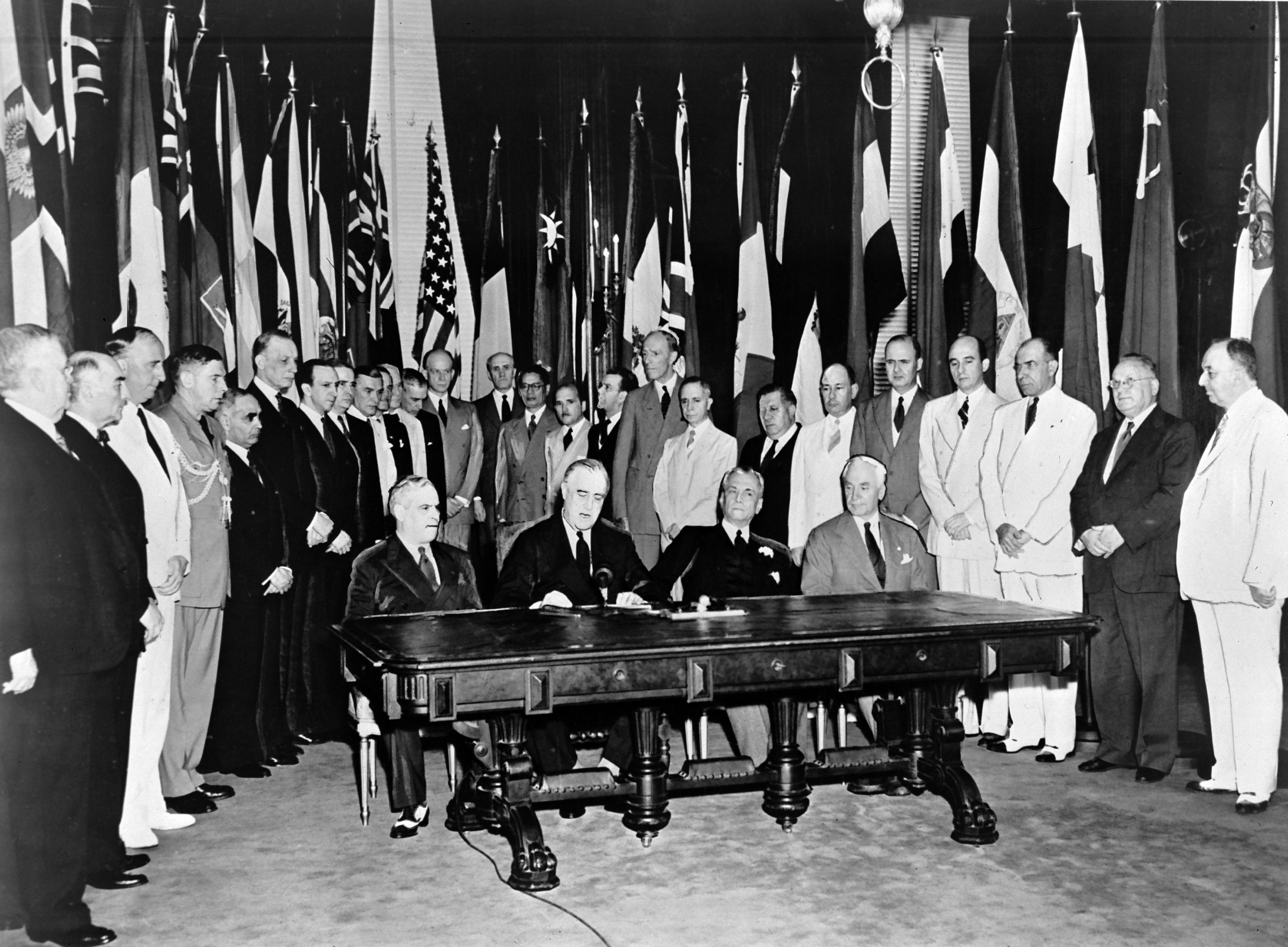
Unterzeichnung der Deklaration der Vereinten Nationen, 1. Januar 1942

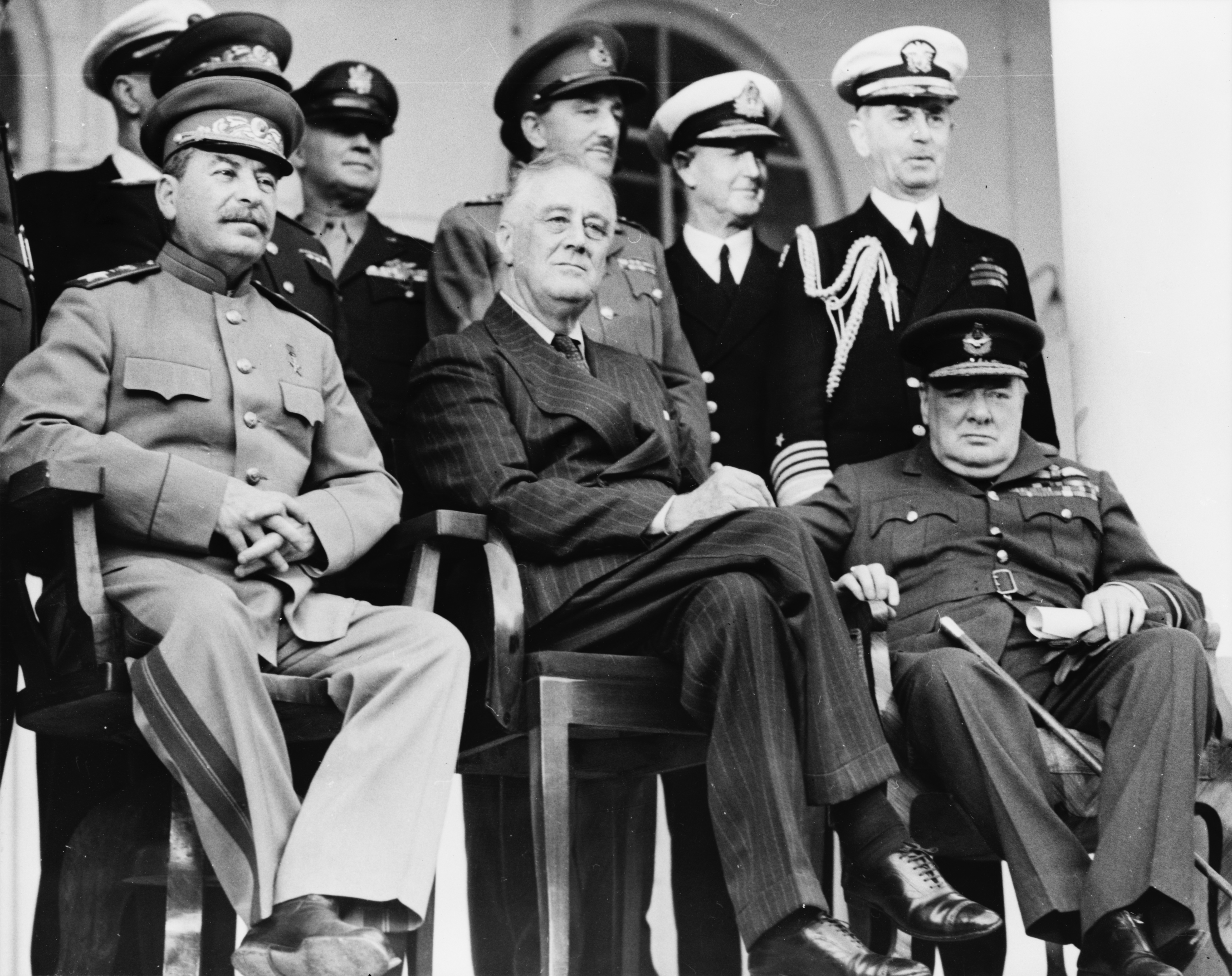
Die Alliierten Stalin, Roosevelt und Churchill im Vordergrund, Teheran-Konferenz, 1943

Vorwiegend werden unter den Alliierten die im Zweiten Weltkrieg gegen die Achsenmächte (Deutschland, Italien und Japan) verbündeten Großmächte verstanden.
Auch die im Ersten Weltkrieg gegen die Mittelmächte verbündeten Staaten werden manchmal als Alliierte bezeichnet, der weitaus üblichere Ausdruck hierfür ist jedoch die Entente.

## Augsburger und Wiener Große Allianz
Als Alliierte werden vielfach die Staaten des Defensivbündnisses der Augsburger Allianz von 1686 bezeichnet, die 1689 zur Wiener Großen Allianz ausgebaut wurde, um gegen das Frankreich König Ludwigs XIV. zu kämpfen:
Augsburger Allianz
- das Heilige Römische Reich:
  - Kaiser mit seinem habsburgischen Hausbesitz außerhalb des Reiches
  - Kurfürstentum Bayern
  - Kurfürstentum Brandenburg
  - Fränkischer Reichskreis
  - Oberrheinischer Reichskreis
- Königreich Schweden
- Königreich Spanien

Wiener Große Allianz
- Republik der Sieben Vereinigten Provinzen (Vereinigte Niederlande)
- Königreich England

## Siebenjähriger Krieg
Mit Alliierten werden in Bezug auf den Siebenjährigen Krieg vor allem die Verbündeten Preußens bezeichnet (im weitesten Sinne einschließlich Preußen).
- Preußen
- Königreich Großbritannien
- Kurfürstentum Braunschweig-Lüneburg
- Fürstentum Braunschweig-Wolfenbüttel
- Landgrafschaft Hessen-Kassel
- Herzogtum Sachsen-Gotha und Altenburg
- Grafschaft Schaumburg-Lippe (Bückeburg)

Kurzzeitig war auch das Russische Reich mit Preußen verbündet (1762).

## Napoleonische Kriege
Die Bündnisse gegen das revolutionäre Frankreich und dann Napoleon I. wurden oft Allianz genannt und die Bündnispartner wie Österreich, Preußen, Russland und Großbritannien entsprechend Alliierte. Unter anderem verwalteten die Alliierten im Zentralverwaltungsdepartement ab 1813 größere Teile Deutschlands, bevor der Wiener Kongress für eine Neuordnung sorgte.

## Krimkrieg (1853–1856)
Im Krimkrieg (1853–1856) zwischen dem russischen Zarenreich und dem Osmanischen Reich traten Großmächte Europas als Alliierte des letzteren in den Krieg. So stellten sich das Kaiserreich Frankreich, Großbritannien und das Kaisertum Österreich, sowie später das Königreich Sardinien auf die Seite der Osmanen, was das Verhältnis zwischen ihnen und dem  Russischen Reich nachhaltig zerrüttete.

## Erster Weltkrieg (1914–1918)
Als Alliierte im Ersten Weltkrieg werden die Entente-Mächte bezeichnet, also die Mitglieder und Verbündeten des im September 1914 in London geschlossenen Militärbündnisses, das aus dem 1907 als Triple Entente entstandenen informellen Bündnis zwischen dem Vereinigten Königreich, Frankreich und dem Russischen Reich hervorging. Im Laufe des Krieges schlossen sich Belgien, Serbien, Montenegro, Italien (ab 1915), Griechenland, Rumänien, Portugal und andere kriegsteilnehmende Staaten der Entente als Verbündete an, wogegen sich die Vereinigten Staaten auch nach ihrem Kriegseintritt im April 1917 nicht als Mitglied der Entente betrachteten, sondern als assoziierte Macht bezeichneten. Russland schied nach der Oktoberrevolution 1917 aus dem Kriegsbündnis aus, das nun die Alliierten und Assoziierten Mächte umfasste. Die alliierten und assoziierten Mächte schlossen 1919 mit den Mittelmächten nach deren Niederlage die Pariser Vorortverträge.

## Zweiter Weltkrieg

Präsentation über die Veränderung der von den Alliierten und den Achsenmächten im Laufe des Krieges kontrollierten Gebiete:
grün – Westalliierte,
hellgrün – Kolonien und besetzte Gebiete der Westalliierten
violett – Sowjetunion und Verbündete,
rot – Achsenmächte,
hellrot – Kolonien der Achsenmächte und von ihnen besetzte Gebiete,
ocker – Vichy-Regime,
hellgrau – neutrale Länder

Die Alliierten im Zweiten Weltkrieg lassen sich nach Zeitabschnitt im Kriegsverlauf und Rolle der Staaten unterscheiden:

### Ursprüngliche Alliierte
Im Sinne der Garantieerklärungen 1939:
- Dritte Französische Republik
- Vereinigtes Königreich mit Dominions des Commonwealths und abhängigen Gebieten
- Zweite Polnische Republik

### Commonwealth-Staaten
- Australien
- Kanada
- Neuseeland
- Südafrikanische Union
- Indien

### Alliierte Großbritanniens im Sinne des Allied Forces Act von 1940
Mit dem Allied Forces Act vom 22. August 1940 des britischen Parlaments wurde es den Exilregierungen der folgenden okkupierten Staaten ermöglicht, Truppen auf britischem Boden aufzustellen und zu unterhalten:
- Königreich Belgien
- Tschechoslowakische Republik (Exilregierung)
- Königreich der Niederlande
- Königreich Norwegen (Exilregierung)
- Polen (Exilregierung)
- Frankreich (Forces françaises libres)

Das Gesetz wurde später auf folgende Staaten ausgeweitet:
- Großherzogtum Luxemburg
- Königreich Griechenland
- Königreich Jugoslawien

18.000 polnische, 15.000 norwegische und weitere tausende Soldaten der besetzten Nationen kämpften in den Reihen der britischen Streitkräfte.

### Hauptalliierte

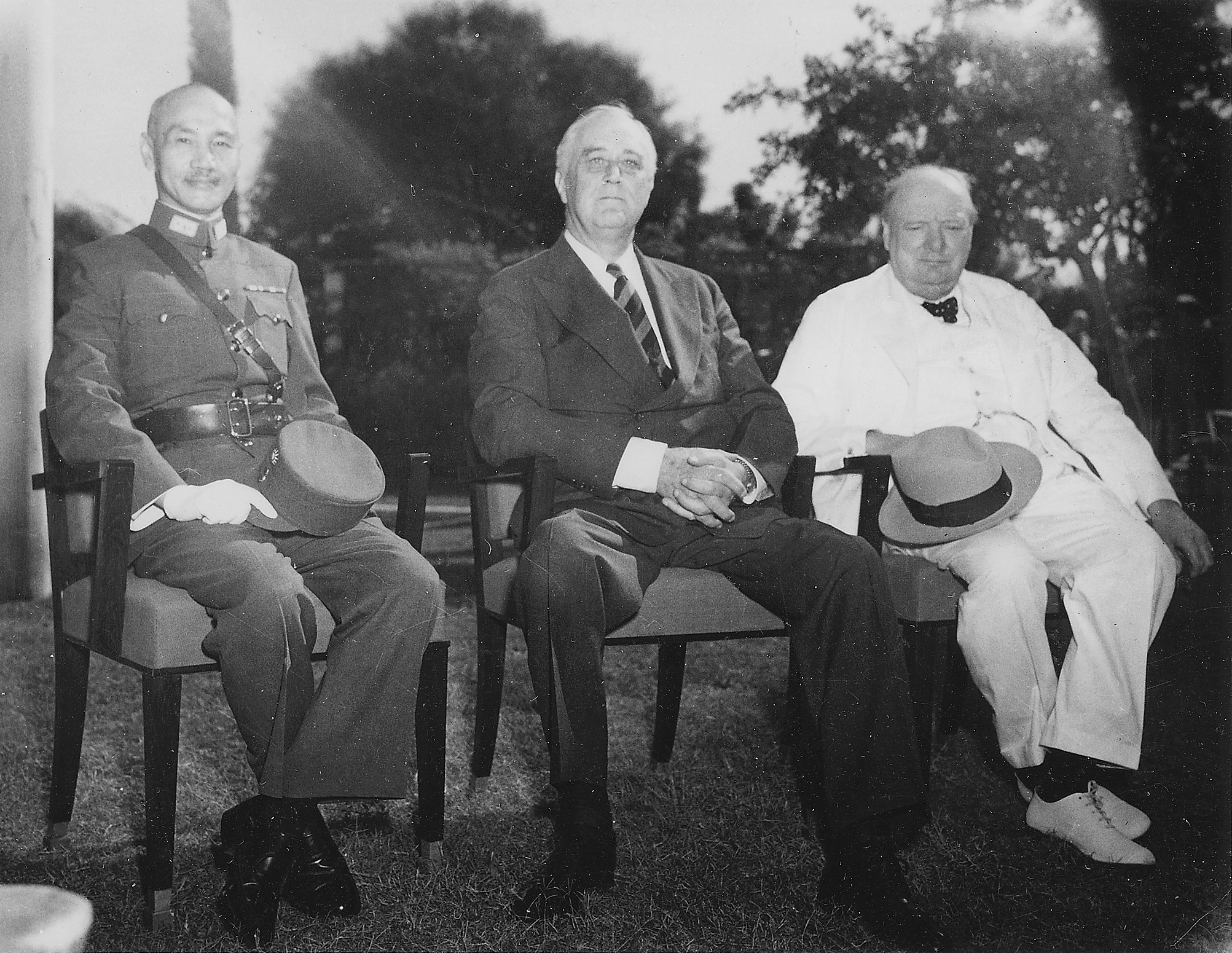
Von links: Chiang Kai-shek, Franklin D. Roosevelt und Winston Churchill auf der Kairo-Konferenz 1943

Auf der Arcadia-Konferenz in Washington wurde am 1. Januar 1942 mit der Deklaration der Vereinten Nationen die Anti-Hitler-Koalition der Alliierten formell begründet. Darin fungierten als Hauptalliierte:
- die Vereinigten Staaten von Amerika,
- das Vereinigte Königreich,
- die Sowjetunion und
- die Republik China.

Diese „Großen Vier“ sollten nach den noch während des Krieges formulierten Vorstellungen des US-Präsidenten Franklin D. Roosevelt den Frieden in den vier wichtigsten Weltregionen garantieren.
Frankreich wurde nach dem Zweiten Weltkrieg (1939–1945) im Jahr 1944 in den Kreis der Alliierten aufgenommen, weil die Freien Französischen Streitkräfte (Forces françaises libres, FFL) und die französische Widerstandsbewegung Résistance während des Krieges an der Seite der Vereinigten Staaten und Großbritanniens gegen das nationalsozialistische Deutschland und das französische Vichy-Regime gekämpft hatten. Dem Land wurde die französische Besatzungszone – eine der vier alliierten Besatzungszonen im besiegten Deutschland – und eine entsprechende Zone im besetzten Nachkriegsösterreich zuerkannt. Außerdem erhielt das Land einen Sitz im UN-Sicherheitsrat.

### Weitere Alliierte
- Brasilien (Kriegsbeteiligung ab 1944 in Italien – Força Expedicionária Brasileira)

Von den Achsenmächten besetzte Länder, die, vor allem im Partisanenkrieg, aus dem Untergrund auch weiterhin teilweise erbitterten Widerstand leisteten:
- Polen (besetzt vom Deutschen Reich und der Sowjetunion 1939; vertreten durch polnische Exilregierung)
- Tschechoslowakei (vertreten durch die tschechoslowakische Exilregierung)
- Albanien (besetzt von Italien, 7. April 1939)
- Norwegen (besetzt vom Deutschen Reich, 9. April 1940)
- Dänemark (besetzt vom Deutschen Reich, 9. April 1940)
- Belgien (besetzt vom Deutschen Reich, 10. Mai 1940)
- Niederlande (besetzt vom Deutschen Reich, 10. Mai 1940)
- Luxemburg (besetzt vom Deutschen Reich, 10. Mai 1940)
- Griechenland (besetzt von Italien, Deutschem Reich und Bulgarien, 21. April 1941)
- Jugoslawien (besetzt vom Deutschen Reich, Italien, Ungarn, Rumänien und Bulgarien, 6. April 1941)

### Die Drei Mächte bzw. die Vier Mächte
In Deutschland und Österreich wurden mit dem Ausdruck „die Alliierten“ (im Besonderen als „alliierte Streitkräfte“) meist die drei Mächte Sowjetunion, Vereinigte Staaten und Vereinigtes Königreich bezeichnet, die Hauptsiegermächte des Zweiten Weltkrieges in Europa. Die UdSSR, die USA und Großbritannien vereinbarten die gemeinsame Verwaltung des besiegten Hauptkriegsgegners, des Deutschen Reiches, nach den Vorschlägen der EAC 1944/45 (nicht aber der ehemaligen Verbündeten Deutschlands, die außer Italien sämtlich in die Einflusssphäre der UdSSR gerieten). Der Großteil des (vormaligen) Großdeutschen Reiches wurde in Besatzungszonen aufgeteilt, in den sogenannten Ostgebieten hatten die provisorische Regierung Polens und die UdSSR, akzeptiert von den anderen beiden Alliierten, ihre Gebietshoheit durchgesetzt (Zeittafel). Auch die Vorgehensweise zur Verwaltung Österreichs wurde festgelegt. Die Hauptstädte Berlin und Wien wurden in jeweils vier Sektoren geteilt und gemeinsam verwaltet (Vier-Sektoren-Stadt).

### Alliierte Besatzungsgremien
Der Alliierte Kontrollrat im Nachkriegsdeutschland und die Alliierte Kommission für Österreich waren Behörden der vier Besatzungsmächte, die sich beide im Juli 1945 konstituierten. Zur selben Zeit wurde auch Frankreich eine Besatzungsmacht, obwohl es als Staat während des Krieges an keinen Konferenzen der Alliierten beteiligt war. Die Bezeichnung der Vier Mächte als Siegermächte ist also eher eine umgangssprachliche Bezeichnung.
Aufgabe des Kontrollrats war die Ausübung der Regierungsgewalt, er brach jedoch bereits 1948 wieder auseinander. Nach dem Ende der gemeinsamen alliierten Verwaltung über Deutschland als Ganzes wurde in den besetzten Westzonen von Westalliierten oder später von Schutzmächten gesprochen.
Die Alliierte Hohe Kommission, abgekürzt AHK, war von 1949 bis 1955 in den Westzonen das „höchste alliierte Kontrollorgan“ der drei Westmächte USA, Großbritannien und Frankreich (Drei Mächte) für die Bundesrepublik Deutschland und West-Berlin. An die Stelle der Militärgouverneure traten drei zivile Hohe Kommissare, die zusammen wiederum die Kommission bildeten. Deren Sitz auf dem Petersberg gehörte als Sondergebiet zu keiner der Besatzungszonen. Die Unterzeichnung des Deutschlandvertrages über die Souveränität der Bundesrepublik vom 26. Mai 1952 trug der Entwicklung in Deutschland durch Ende einer alliierten Verwaltung aller vier Mächte Rechnung.
In der Sowjetischen Besatzungszone (SBZ) war bis 1949 die Sowjetische Militäradministration in Deutschland (SMAD) die oberste Verwaltungsbehörde. Ihr folgte bis 1952 die Sowjetische Kontrollkommission und letztlich 1953 „Hohe Kommission der UdSSR in Deutschland“. Hier wurde mit einem Staatsvertrag am 20. September 1955 die Souveränität des zweiten deutschen Staates hergestellt.
Für Österreich endete die alliierte Besatzungszeit, im Unterschied zu Deutschland, bereits am 27. Juli 1955 durch den Abschluss eines Staatsvertrages. Für Deutschland wurde 1971 ein letztes Viermächte-Abkommen über die Westsektoren Berlins geschlossen. Durch den Zwei-plus-Vier-Vertrag vom 12. September 1990 endeten erst mit der Wiedervereinigung am 3. Oktober 1990 vollends der besondere Status Berlins unter den vier alliierten Mächten, die entsprechenden vierseitigen Vereinbarungen, Beschlüsse und Praktiken sowie die Viermächteverantwortung für Gesamtdeutschland.
Für Japan wurde das Allied Council for Japan eingerichtet. Es hatte nur eine beratende Funktion für den Supreme Commander for the Allied Powers (SCAP) in Japan. Mitglieder waren die Vereinigten Staaten, die Sowjetunion, China und das britische Commonwealth. Die Far Eastern Commission (FEC) mit Sitz in Washington sollte die Politik und Prinzipien der Besatzung Japans festlegen und bestand aus den elf alliierten Teilnehmern des Pazifikkrieges.

## Zweiter Golfkrieg
Auch die gegen den Irak verbündeten Staaten im Zweiten Golfkrieg bzw. allgemein die Mitglieder der NATO werden als Alliierte bezeichnet.

## Andere Alliierte
- In den Befreiungskriegen, vor allem aber im Sechsten Koalitionskrieg, nannte man die Verbündeten gegen Frankreich auch „Alliierte“ (England, Österreich, Preußen, Russland und andere).
- Im Bürgerkrieg in Libyen 2011 galten die westlichen Großmächte unter Führung der NATO als Alliierte.
- Im Großen Nordischen Krieg (1700–1721) das Zarentum Russland, Dänemark-Norwegen und Sachsen-Polen gegen das Schwedische Reich.